# بویس (ویرجینیای غربی)
بویس (به انگلیسی: Bois) یک منطقهٔ مسکونی در ایالات متحده آمریکا است که در شهرستان وبستر، ویرجینیای غربی واقع شده‌است. بویس ۳۴۲٫۹ متر بالاتر از سطح دریا واقع شده‌است.